# トンボ出版
トンボ出版（とんぼしゅっぱん）は日本の大阪府中央区に本社をかまえる出版社。トンボ鉛筆とは無関係。

## 主な出版物
大きく分けて、次の4つの分野の書籍を発行している。
- 「環境と自然」の本
- 「鉄道」の本
- 「時計」の本
- 「やきもの」の本